# Zizur Mayor

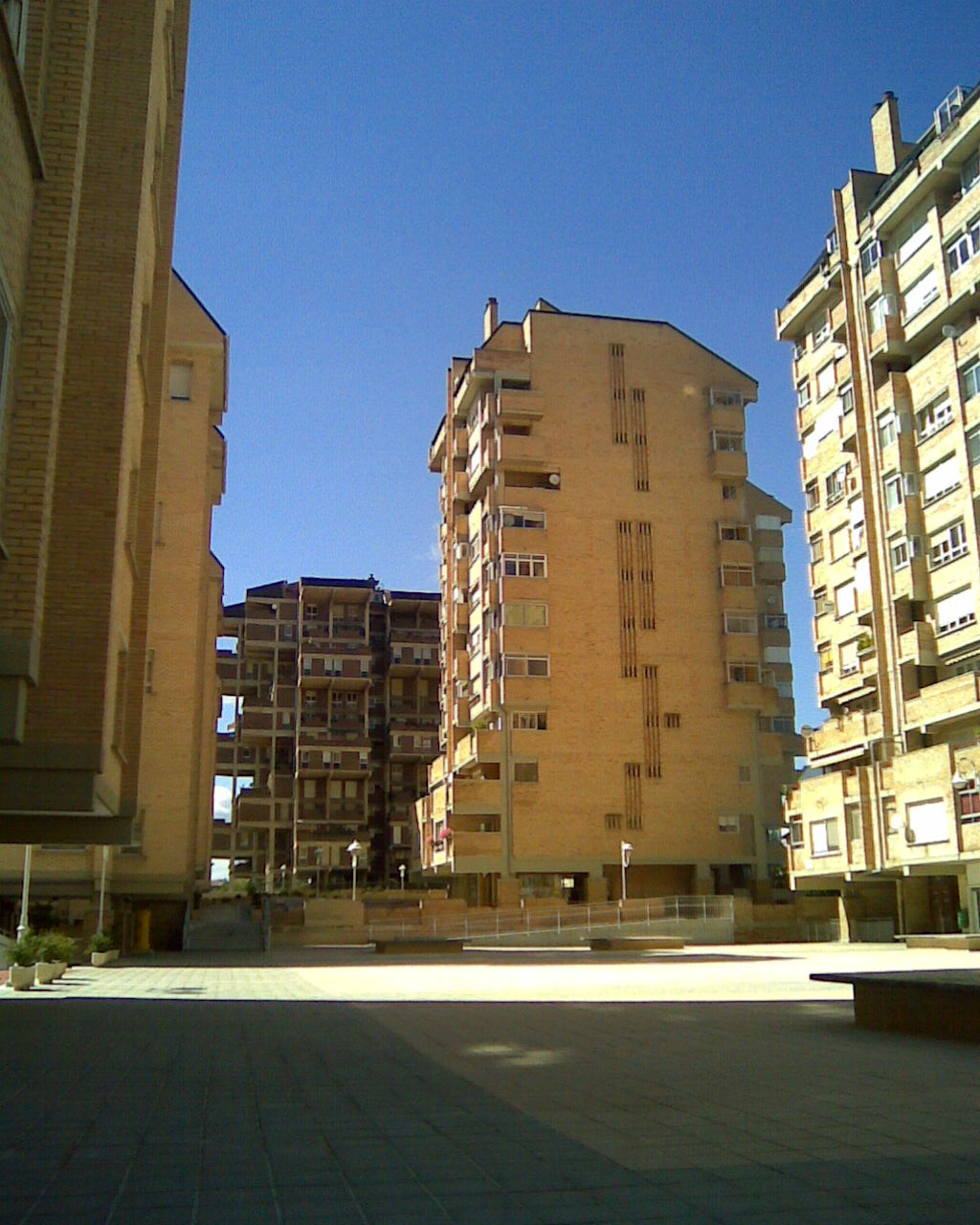
Urbanização Zizur (anos 1970)

Zizur Mayor (em castelhano) ou Zizur Nagusia (em basco) é um município da Espanha na província e Comunidade Foral (autónoma) de Navarra que faz parte da comarca da Cuenca de Pamplona e da área metropolitana de Pamplona. Tem 5,05 km² de área e em 2021 tinha 15 198 habitantes (densidade: 3 009,5 hab./km²).
O município foi criado em 1992, promovendo o até então concelho (concejo) de Cizur Mayor, pertencente à Cendea de Cizur, da qual se separou. É constituído por três bairros: Zizur Mayor (Casco antiguo), Urbanização Zizur Mayor e Urbanização Ardoy, esta última só finalizada em 2011.

## Toponímia
O nome Cizur ou Zizur é usado para designar uma das cinco cendeas da Cuenca de Pamplona. O significado etimológico de Cizur é geralmente relacionado com a palavra basca zintzur (ou txintxur), que significa garganta ou caminho estreito entre montanhas ou simplesmente passagem estreita. Alguns consideram que pode ser uma referência à localização geográfica entre a Serra del Perdón e o Monte Ezcaba (também chamado de São Cristóvão), embora Cizur só ocupa uma parte dessa área. O etnólogo e historiador Juan Ignacio de Iztueta considerava que zintzur significava também altura pequena.
Além da cendea, duas povoações da mesma têm o mesmo nome (Zizur Mayor e Cizur Menor), pelo que o topónimo pode ter tido origem nessas povoações e ter sido alargado para a cendea. Zizur Mayor era tradicionalmente a principal localidade da cendea, daí o seu nome, sendo Cizur Menor a localidade menor situado ao seu lado.
Há alguma polémica sobre a transcrição do nome. As formas Cizur e Zizur conviveram no passado e o nome oficial da cendea ainda é escrita oficialmente com C. A primeira menção escrita, de 1087" é como "Ciçur". De 1850 a 1920, a denominação oficial foi Zizur, mas a partir daí passou a figurar nos censos como Cizur. Seguindo a ortografia moderna do basco, surgida na década de 1960, o nome devia ser escrito como Zizur nesse idioma. Quando em 1992 o concejo de Cizur Mayor se separou do resto da cendea, o município então criado adotou oficialmente o nome de Zizur Mayor em castelhano e Zizur Nagusia em basco. Esta adoção deveu-se provavelmente à influência do nome basco e, ainda que fosse contrário ao costume das últimas décadas, não deixava de ser uma denominação histórica e tradicional em castelhano para o novo município. A cendea, pelo contrário, manteve a denominação oficial de Cizur.

## Demografia e urbanismo
Núcleos populacionais
Zizur Mayor é composta de três partes ou bairros:
- Zizur Mayor (Casco Antiguo) — É conhecido como a aldeia de Zizur, é a parte antiga da localidade.

- Urbanização Zizur (centro) — É onde se encontram os primeiros prédios construídos nos anos 1970, chamados "Las Torres de Santa Cruz". São os edifícios mais altos de Zizur, tendo alguns 12 andares. Atualmente esta urbanização é o centro da localidade e a que tem mais residentes (aproximadamente 10 000).

- Urbanização Ardoy — É o bairro mais moderno.

Demografia
Com 13 316 residentes (49,6% do sexo masculino e 50,4% do sexo feminino), Zizur Mayor era o quinto município de Navarra em população em 2010. A densidade populacional era 2 377,86 hab./km².
Em 2009, a distribuição etária da população era a seguinte:
| Faixa etária (idades); | Percentagem da população total |
| ---------------------- | ------------------------------ |
| Menor de 20 anos       | 28,69%                         |
| Entre 20 e 40 anos     | 27,58%                         |
| Entre 40 e 60 anos     | 34,35%                         |
| Mais de 60 anos        | 9,38%                          |

## Geografia
| Municípios vizinhos de Zizur Mayor |                         |                                       |
| Arazuri (Cendea de Galar)          | Barañain                | Pamplona                              |
| Gazólaz (Cendea de Cizur)          |                         | Cizur Menor (Cendea de Cizur)         |
| Gazólaz (Cendea de Cizur)          | Galar (Cendea de Galar) | Cizur Menor (Cendea de Cizur) e Galar |

Zizur Mayor encontra-se a sudoeste da Cuenca (bacia) de Pamplona, a 470 metros de altitude. O município tem uma área de 5,6 km² e confina a norte com o de Barañain; a noroeste com a Cendea de Olza (concelho de Arazuri); a nordeste com Pamplona (bairro de Echavacóiz); a sul com a Cendea de Galar (concelho de Galar) e com a Cendea de Cizur (concelho de Cizur Menor); a sudeste com a Cendea de Cizur (concelho de Cizur Menor); e a oeste com a Cendea de Cizur (concelho de Gazólaz).

### Relevo e hidrografia
O município situa-se sobre um pequeno planalto que se ergue sobre um barranco escarpado, com encostas com inclinação entre 5% e 10%. A nordeste encontra-se a Serra del Perdón. O rio Elorz, percorre o município e desagua no Arga em Arazuri.

### Clima

Gráfico de dados climatéricos da estação meteorológica do Aeroporto de Pamplona

O município encontra-se numa zona de transição entre o clima atlântico, caracterizado por ser quente e húmido, e o clima mediterrânico, quente e seco. O clima da zona tem ainda algumas características de continental (temperaturas extremas não suavizadas pelo mar). No seu conjunto pode definir-se como submediterrânico. A temperatura anual média é cerca de 12°C.
Os invernos são bastante frios e os verões são quentes, embora sem que se atinjam temperaturas extremas. A pluviosidade total ao longo do ano ronda os 1 000 mm. A época do ano com menores precipitações é o verão. No período 1975-2000 a estação meteorológica de Pamplona-Aeroporto registou médias anuais de 12,5°C para a temperatura e de 721 mm para a pluviosidade. No mesmo período, o número anual de dias sem nuvens foi de 58, o número de dias com geada foi de 42, e o número de horas de sol 2 201.
| Dados climatológicos para Aeroporto de Pamplona | Dados climatológicos para Aeroporto de Pamplona | Dados climatológicos para Aeroporto de Pamplona | Dados climatológicos para Aeroporto de Pamplona | Dados climatológicos para Aeroporto de Pamplona | Dados climatológicos para Aeroporto de Pamplona | Dados climatológicos para Aeroporto de Pamplona | Dados climatológicos para Aeroporto de Pamplona | Dados climatológicos para Aeroporto de Pamplona | Dados climatológicos para Aeroporto de Pamplona | Dados climatológicos para Aeroporto de Pamplona | Dados climatológicos para Aeroporto de Pamplona | Dados climatológicos para Aeroporto de Pamplona | Dados climatológicos para Aeroporto de Pamplona |
| Mês                                             | Jan                                             | Fev                                             | Mar                                             | Abr                                             | Mai                                             | Jun                                             | Jul                                             | Ago                                             | Set                                             | Out                                             | Nov                                             | Dez                                             | Ano                                             |
| ----------------------------------------------- | ----------------------------------------------- | ----------------------------------------------- | ----------------------------------------------- | ----------------------------------------------- | ----------------------------------------------- | ----------------------------------------------- | ----------------------------------------------- | ----------------------------------------------- | ----------------------------------------------- | ----------------------------------------------- | ----------------------------------------------- | ----------------------------------------------- | ----------------------------------------------- |
| Temperatura máxima média (°C)                   | 8,9                                             | 11,1                                            | 14,0                                            | 15,5                                            | 19,8                                            | 23,9                                            | 27,6                                            | 27,9                                            | 24,4                                            | 18,7                                            | 12,8                                            | 9,7                                             | 17,8                                            |
| Temperatura mínima média (°C)                   | 1,2                                             | 1,9                                             | 3,3                                             | 4,9                                             | 8,2                                             | 11,2                                            | 13,7                                            | 14,0                                            | 11,7                                            | 8,4                                             | 4,3                                             | 2,4                                             | 7,1                                             |
| Precipitação (mm)                               | 63                                              | 52                                              | 52                                              | 77                                              | 74                                              | 47                                              | 40                                              | 43                                              | 43                                              | 74                                              | 80                                              | 75                                              | 721                                             |

|                             | Estação meteorológica de Pamplona entre 1885 e 1931 | Estação meteorológica de Pamplona entre 1885 e 1931 |            | Aeroporto de Pamplona a partir da década de 1970 | Aeroporto de Pamplona a partir da década de 1970 |
| Ocorrência                  | Valor                                               | Data                                                | Valor      | Data                                             |                                                  |
| Precipitação máxima num dia | 180 l/m²                                            | 8 de setembro de 1928                               | 107,4 l/m² | 9 de outubro de 1979                             |                                                  |
| Temperatura máxima absoluta | 39°C                                                | 12 de julho de 1931                                 | 41,2°C     | 8 de julho de 1982                               |                                                  |
| Temperatura mínima absoluta | -18°C                                               | 20 de janeiro de 1885                               | -16,2°C    | 12 de janeiro de 1985                            |                                                  |

## História
Desde que se conhecem registos da localidade, cerca do ano 1807, em que aparece como "Ciçur", até 1992, quando alcança o estatuto de município, Zizur Mayor passou por diversas situações em termos administrativos.

### Antiguidade
Há dúvidas quanto à existência de um povoado vascão na zona do município antes da chegada dos romanos a Navarra, embora isso seja muito provável tendo em conta as descobertas feitas até à data. Apesar de haver poucos testemunhos da época romana na Cuenca de Pamplona, parece lógico supor que a romanização aí decorreu de forma semelhante ao resto de Navarra. A presença de pequenos núcleos agrícolas em Barañáin, Muru-Astráin e Paternáin, que possivelmente abasteciam o macelo (mercado) da recém fundada Pompaelo (Pamplona), fundada em 75 a.C.. Esses núcleos já existiam antes, mas foram ampliados e cresceram demograficamente devido à expansão romana na bacia do Arga e o sul de Navarra.

### Idade Média
Em 1341, durante o reinado de Joana II de Navarra e Filipe III de Evreux (1328-1343), o lugar-tenente dos reis, possivelmente um francês, que executou o porteiro real Pedro García de Mondragón, concedeu metade da vila de Zizur Mayor e todas as suas propriedades a Juana de Almoravit, a quarta filha de Fortuño de Almoravit. Os Almoravit eram uma das famílias de ricos-homens (alta nobreza) do Reino de Navarra. Com esta concessão, Juana de Almoravit e os descendentes do senhor de Cameros, Juan Alfonso de Haro (Alvar Díaz, Diago Lopiz y Fortuynno e Alfonso Teylliz) converteram-se nos donos de Zizur Mayor.
Durante os séculos XIV e XV a localidade dependeu quase por completo do Mosteiro de Santa María la Real de la Oliva e de alguns palacianos que tinham adquirido e herdado propriedades procedentes das primeiras famílias que detiveram as primeiras quintas que não pertenciam à Igreja, controladas pelos mosteiros ou pela Ordem de São João de Jerusalém (Hospitalários ou Ordem de Malta).

### Idade Moderna
A conquista e subsequente incorporação do Reino de Navarra na Coroa de Castela (1515) tiveram como consequência uma perda progressiva de privilégios e a sucessiva adaptação às normas, valores e costumes particulares da nova monarquia.
Entre 1637 e 1640 foi emitida uma ordem requesitando a incorporação de alguns varões na frente, o que motivou que as sete cendeas de Navarra se unissem para apresentar uma queixa formal às Cortes de Navarra, na qual expunham as graves consequências que o serviço militar representava para as suas populações, já que faltava gente para lavrar as terras e outras razões consideráveis.
Zizur Mayor continuou dependente do Mosteiro de La Oliva e no século XVII pagava uma taxa anual de 24 "cahíces" de trigo e 6 de cevada, além de comida para o abade e onze acompanhantes nas suas visitas a Pamplona, assim como palha e cevada para as suas montadas.

### Idade Contemporânea
Guerra da Independência
Durante a ocupação francesa, no dia 16 de agosto de 1812, o general francês Abbé saiu de Pamplona acompanhado de 1 200 tropas de infantes e apoderou-se de Astráin com o objetivo de recolher víveres. No entanto, pouco tempo depois os franceses foram atacados pelos guerrilheiros de Francisco Espoz y Mina, obrigando os franceses a retirar para Zizur Mayor, onde receberam importantes reforços de Pamplona, constituídos por 800 infantes, 100 cavalos e 4 canhões. Os guerrilheiros defenderam-se com bravura, mas exaustos e sem munições, optaram por retirar-se. O general francês decidiu não os perseguir, deixando os víveres obtidos em Astráin nas mãos de Espoz y Mina.
Primeira Guerra Carlista
Durante este conflito ocorreu um motim em Pamplona, provocado pelas tropas liberais dos chamados "corpos francos de Navarra", que tinham estado aquartelados em Zizur Mayor, Cizur Menor e Esquíroz.
Essas tropas estavam irritadas porque se encontravam desmobilizadas há vários meses, proibidos de entrar em Pamplona e não recebiam salário há mais de três meses. As tropas aquarteladas em Zizur Mayor decidiram planear uma sublevação quando a 26 de agosto de 1837 receberam ordem de se dirigir para Villava, ordem essa que ignoraram e em vez disso dirigiram-se para Pamplona, onde chegaram pela Cuesta de La Reina e entraram pelo Portal Nuevo, ante a surpresa da guarda que o velava. Depois tomaram de assalto o resto das portas e baluartes e chegaram até à Taconera.

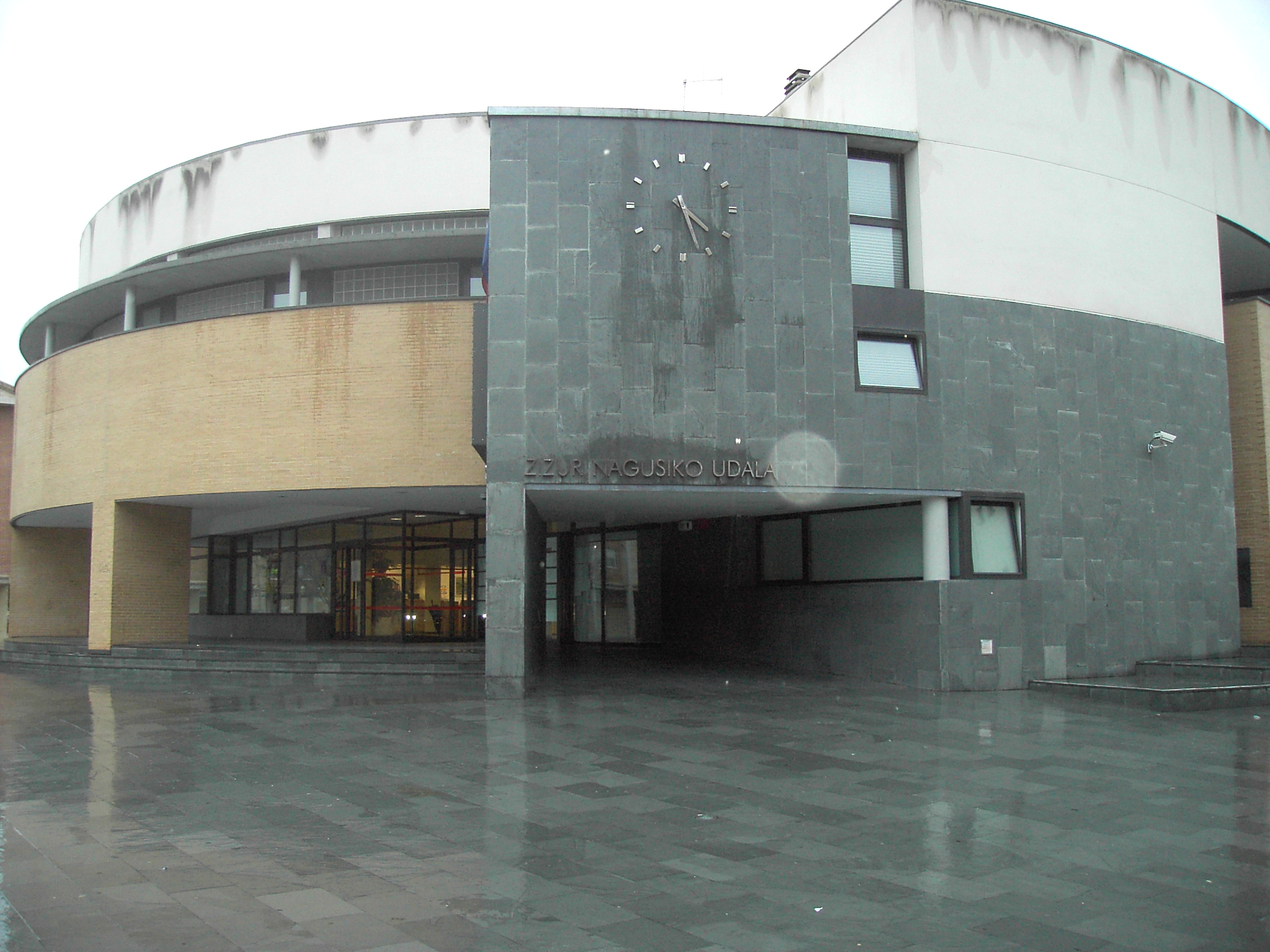
Sede do Ayuntamiento de Zizur Mayor

## Economia
Grande parte dos residentes em Zizur Mayor trabalham no setor secundário, mas quase o fazem fora do município, principalmente por causa de não existir qualquer parque industrial no município e por causa da proximidade da capital, na qual existe a maior concentração industrial de Navarra. O setor de serviços tem vindo a crescer em importância, tanto pela variedade de empresas como pela percentagem de empregos que gera.
Segundo estudos do banco La Caixa, em 2006 Zizur Mayor era o município com maior rendimento per capita de toda a Espanha, estando classificado como "município 10" pela sua qualidade de vida, economia e serviços.

## Monumentos
- Igreja de Santo André (San Andrés) — É uma construção gótica do século XIV com planta de nave única com quatro tramos e abside românica. O retábulo-mor é uma peça mista de escultura e pintura em estilo plateresco datada de 1538, que é composto por três corpos de cinco painéis rematados em cima por outros três painéis. Os painéis centrais são em talha, com cenas de Santo André, da Virgem e do Calvário. Os restantes 14 painéis estão pintados com cenas da vida de Cristo, de Santo André e da Virgem. Há ainda um 15º painel que está oculto pelo sacrário, datado de 1600. De destacar ainda um crucifixo do século XIV.

- Igreja paroquail de Santa Maria da Esperança de Doniantzu — Encontra-se na Urbanização Zizur Mayor e foi construída em 1994.

- Palácio de Cabo de Armería — É um edifício que se destaca pelo seu robusto torreão quadrado. O escudo heráldico original que possuía está desaparecido.

- Túmulo de Julio Paternáin — Encontra-se no cemitério de Zizur Mayor. Julio Paternáin era um residente de Zizur que se alistou no exército e morreu durante a Guerra Civil Espanhola, em 1937, com 26 anos.

## Festas populares
- Fiestas Patronales — Usualmente com a duração de cinco dias, terminando a 14 de setembro, dia da padroeira, Santa Cruz de Ardoi. Atraem gente não só da terra como dos arredores, que acorrem para assistir às atuações noturnas de grupos de música e aos desfiles matinais dos gigantones (comparsa de gigantes). Antigamente as maiores festas realizavam-se no final de novembro em honra de Santo André, também padroeiro da localidade. Nos anos 1960 foram mudadas para o dia da padroeira.

- Fiestas pequeñas de San Andrés — São celebradas no fim de semana mais próximo do dia de Santo André, 30 de novembro, o padroeiro da localidade. As atuações começam na sexta-feira, com uma atuação no frontón maior de todos os grupos musicais de Zizur Mayor, que incluem a banda de música municipal, a escola de música, charangas, tocadores de gaita de fole e de txistu, corais, auroro[necessário esclarecer], grupos de danças, a comparsa de gigantones, etc.

- Natal — Entre os dias 24 de dezembro e 6 de janeiro há atividades para crianças e jovens, como concertos de música, Olentzero (24 de dezembro), cinema, peças de teatro, Cavalgada dos Reis Magos (5 de janeiro), etc.

- Carnaval — Zizur veste-se de carnaval toda a semana. No sábado realiza-se um baile de máscaras no frontón médio. Na sexta-feira celebra-se a "La búsqueda del Mayo", a que se segue no dia seguinte a captura e a queima de Tartalo, uma figura da mitologia basca, que segundo a lenda vivia no monte próximo Erreniega (Serra do Perdão; Sierra del Perdón). Depois realiza-se uma txistorrada (a chistorra é um enchido tradicional navarro e basco).

- Festa de São João — É celebrada durante dois dias com várias atividades, tanto para os mais pequenos como para os adultos. Na véspera de São João (noite de 23 de junho), realizam-se as fogueiras de São João e no dia seguinte a festa continua.